# Палван-дарваза
Палван-дарваза — восточные ворота хивинской цитадели Ичан-Кала. Были построены в 1804—1806 годах. 

## Этимология названия
Ворота названы в честь местного поэта, и непобедимого борца из простого народа, Пахлаван Махмуда, который со временем стал почитаться пиром, то есть святым покровителем города. «Палван» означает «Богатырь». На месте его могилы позади Джума Мечети сооружен самый величественный в городе мавзолей. Помимо ворот, в честь Палван Махмуда назван главный канал-арык города, питающий Хиву водой, — «Палван-яб».

## Архитектура
Фасад ворот оформлен в виде арочного портала, за которым с запада на восток в сторону города тянется «даш куча» (каменный улица, перекрытый цепочкой из шести куполов. В боковых арках коридора размещены торговые лавки, по две в каждой. При входе, со стороны Ичан-Кала, есть надпись «Шахри Хива» (город Хива), буквы расположены так, что можно прочитать дату постройки — 1221, то есть 1806 г. н. э. Это самая старая часть здания, которая соединяется с баней Ануш-хана. Строительство ворот было закончено Алла-Кули-ханом в 1835 г. Справа от ворот на выходе из Ичан-Кала до 1873 года был невольничий, базар, а в нишах ворот беглые рабы и мятежники ждали приговора. Здесь также оглашались ханские указы и совершались расправы над преступниками. Отсюда и народные названия этих ворот: «Пашшаб дарваза» (Ворота казни), «Кул дарваза» (Невольничьи ворота). Размер: в плане: 51,76×17,5 м, большие купола — 5,2 м в диаметре; два маленьких купола — 4,5 м; лавки — 2,8×4,4 м.

## Поэт-Богатырь
Прославленный богатырь Палван Махмуд был также известным и любимым в народе поэтом. Его называют, «хорезмским Омаром Хайямом». Считается, что он является автором более 300 рубаи, традиционных восточных четверостиший любовно-философского содержания, в которых Палван Махмуд прославлял земную жизнь со всеми её горестями и радостями а также высмеивал духовенство. Хивинские ревнители веры решили посмертно «приручить» вольнодумца, объявив его святым.
На протяжении более чем 700 лет могила Палван Махмуда является местом религиозного поклонения. В 1960 г. на стенах усыпальницы обнаружили его удивительные по силе четверостишия, ранее принимавшиеся за выдержки из Корана или других религиозных сочинений. Стихи Палван Махмуда, писавшего под псевдонимом Пирьяр-Вали, кроме тех, что были найдены на стенах усыпальницы, не сохранились.